# Онтэрио (Калифорния)
Онтэ́рио (англ. Ontario) — город в округе Сан-Бернардино в южной Калифорнии, США. Численность населения города составляет 163 924 человека (2010). Город находится на юге округа и является четвёртым по населению в нём.

## История
До прихода колонизаторов эти земли были заселены индейцами племени тонгва. В этих местах побывали Хуан Баутиста де Анса и Джедедайя Смит.
В 1881 году территория современного города была куплена братьями Чаффи, которые основали город и организовали подвод воды и дренаж. Он получил название их родной провинции Онтарио, они задумывали его как «сухой» и запретили продажу и производство спиртного на его территории.
Онтарио привлекал фермеров, а также больных жителей востока своим сухим климатом. Чтобы продемонстрировать богатство города, на вокзале был создан большой фонтан, который работал только во время прихода поездов. Уже в 1891 году Онтэрио получил статус города.
В начале XX века цитрусовая промышленность в Онтэрио и соседнем Апленде процветала, и к 1930-м годам цитрусовые стали доминирующей сельскохозяйственной культурой в округе. В 1936 году доход от цитрусовой промышленности штата составил 97 миллионов долларов, это было вторым по прибыли бизнесом (после нефтяной промышленности, которая принесла 159 500 000 долларов) в Калифорнии. На пике производства цитрусовых эта отрасль производила шестьдесят процентов поставок цитрусовых в стране и двадцать процентов поставок в мире. Так продолжалось до середины 1940-х годов, когда цитрусовая индустрия в целом начала приходить в упадок. После Второй мировой войны стоимость земли в Калифорнии начала стремительно расти, и местные фермеры начали продавать свои земли под застройку.
В 1954 году сюда пришла скоростная автомагистраль, что ускорило трансформацию города из цитрусового рая в классический для Калифорнии жилой (спальный) коммерческий район.

## География
Онтэрио находится в 56 км восточнее Лос-Анджелеса, а севере граничит с городом Аплендом.

## Демография
По данным переписи 2010 года после долгого периода демографического роста население Онтэрио начало уменьшаться и сейчас равняется 163 924 человека. Плотность населения составляет 1300/км². В городе проживает 83 683 (51,0 %) белых, 10 561 (6,4 %) афроамериканцев, 8453 (5,2 %) азиатов, 1686 (1 %) индейцев, 514 (0,3 %) выходцев с островов Тихого океана. 51 371 человек принадлежит к другим расам, а 7654 к смешанным расам.

## Экономика
В городе находится один из ключевых аэропортов Калифорнии Международный аэропорт «Онтэрио» (IATA: ONT, ICAO: KONT), который обеспечивает городу 7700 рабочих мест. По данным за 2008 год аэропорт использовали 6,2 миллионов пассажиров.
Город является одним из основных центров логистики в регионе, здесь находится крупное представительство компании United Parcel Service на 3500 работников. Большие площади в городе заняты под центры доставки и маленькие фирмы.